# Glycerylstearat
Glycerylstearat eller stearin, tristearin, glyceryltristearat är ett luktfritt, vitt pulver, även kallat hårdfett och VE-fett, är stearinsyrans triglycerid. Det kallas ibland stearin, men detta ord syftar ofta på den besläktade fettsyreblandningen stearin som har andra egenskaper. De flesta triglycerider härrör från minst två och oftare tre olika fettsyror. Liksom andra triglycerider kan glycerylstearat kristallisera i tre polymorfer. För glycerylstearat smälter dessa vid 54 (α-form), 65 och 72,5 °C (β-form).
Glycerylstearat verkar fuktbindande och fettande. Det ingår ofta i olika hudkrämer och är huvudkomponent i bland annat stolpiller.

## Förekomst
Glycerylstearat erhålls från animaliska fetter skapade som en biprodukt vid bearbetning av nötkött. Det kan också hittas i tropiska växter som palm. Det kan delvis renas genom torr fraktionering genom pressning av talg eller andra fettblandningar, vilket leder till separation av det högre smältande stearinrika materialet från vätskan, som vanligtvis berikas med fetter härrörande från oljesyra. Det kan erhållas genom interestifiering och åter utnyttja dess högre smältpunkt som gör att det högre smältande tristearinet kan avlägsnas från den jämviktade blandningen. Stearin är en biprodukt som erhålls vid extraktion av tran som avlägsnas under kylningsprocessen vid temperaturer under -5 °C.

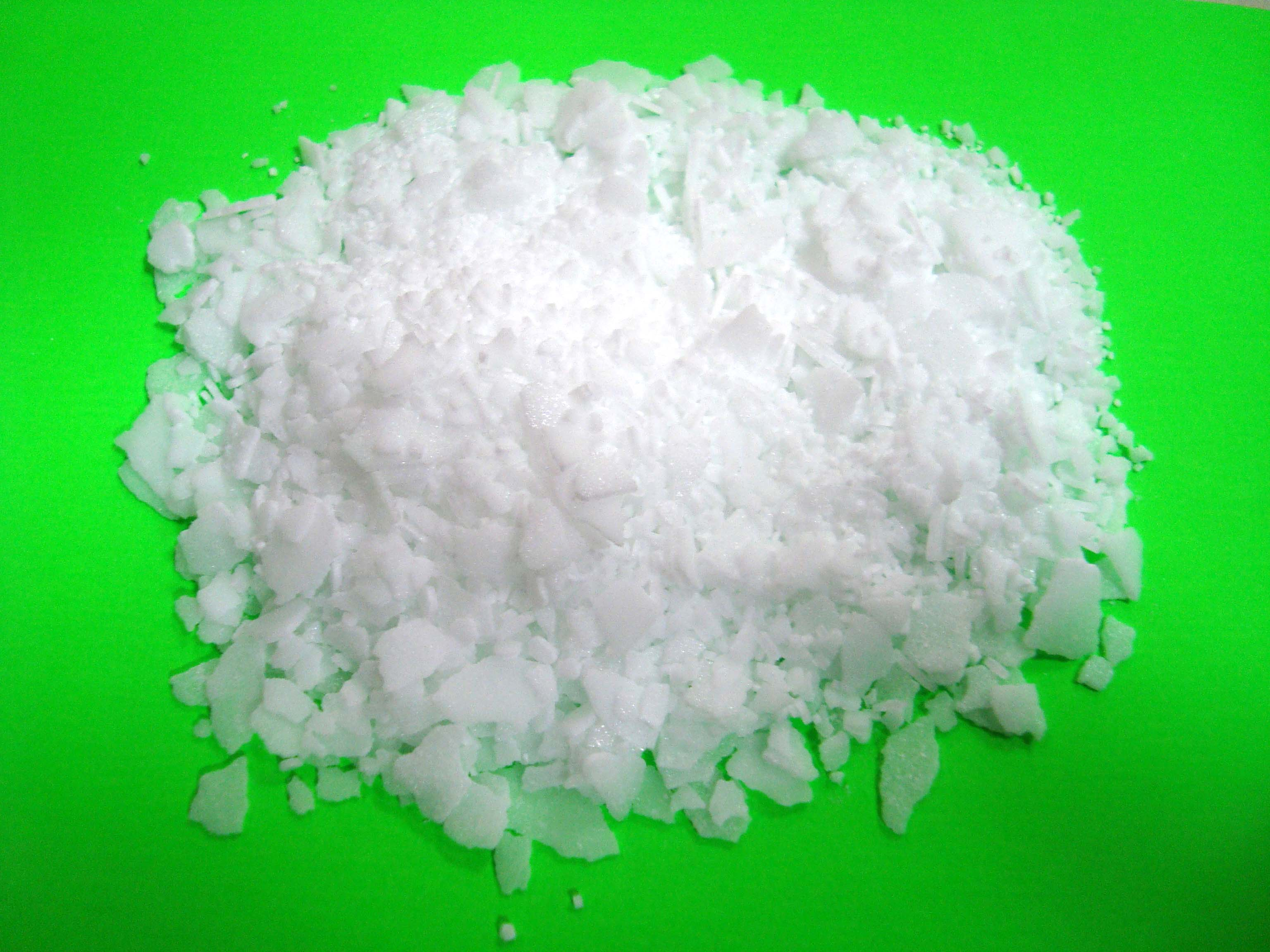
Pulver av glycerylstearat.

## Användning
Glycerylstearat används som härdningsmedel vid tillverkning av ljus och tvål. Det blandas med en natriumhydroxidlösning i vatten, vilket skapar en reaktion som ger glycerin och natriumstearat, huvudingrediensen i de flesta tvålar:
C3H5(C18H35O2)3 + 3 NaOH → C3H5(OH)3 + 3 C18H35OONa
Glycerylstearat tillsätts också till aluminiumflingor för att hjälpa till i slipprocessen vid tillverkning av mörkt aluminiumpulver.